# Eyprepocnemis cyanescens
Eyprepocnemis cyanescens är en insektsart som beskrevs av Boris Petrovich Uvarov 1942. Eyprepocnemis cyanescens ingår i släktet Eyprepocnemis och familjen gräshoppor. Inga underarter finns listade i Catalogue of Life.